# خاتون‌جان
خاتون‌جان (به لاتین: Xatıncan) یک منطقه مسکونی در جمهوری آذربایجان است که در شهرستان تووز واقع شده است. خاتون‌جان ۱۱۶ نفر جمعیت دارد.